# Royer
Royer ist eine französische Gemeinde mit 138 Einwohnern (Stand: 1. Januar 2022) im Département Saône-et-Loire in der Region Bourgogne-Franche-Comté. Sie gehört zum Arrondissement Mâcon und zum Kanton Tournus. Royer ist Mitglied im Gemeindeverband Communauté de communes Mâconnais-Tournugeois. 

## Geographie
Royer liegt etwa 31 Kilometer nördlich von Mâcon und etwa 26 Kilometer südlich von Chalon-sur-Saône im Weinbaugebiet Bourgogne. Umgeben wird Royer von den Nachbargemeinden Mancey im Norden und Nordosten, Ozenay im Süden und Osten, Martailly-lès-Brancion im Süden und Südwesten sowie La Chapelle-sous-Brancion im Westen.

## Bevölkerungsentwicklung
| Jahr                      | 1962 | 1968 | 1975 | 1982 | 1990 | 1999 | 2006 | 2011 | 2016 |
| Einwohner                 | 129  | 105  | 100  | 103  | 106  | 120  | 126  | 129  | 132  |
| Quelle: Cassini und INSEE |      |      |      |      |      |      |      |      |      |

## Sehenswürdigkeiten

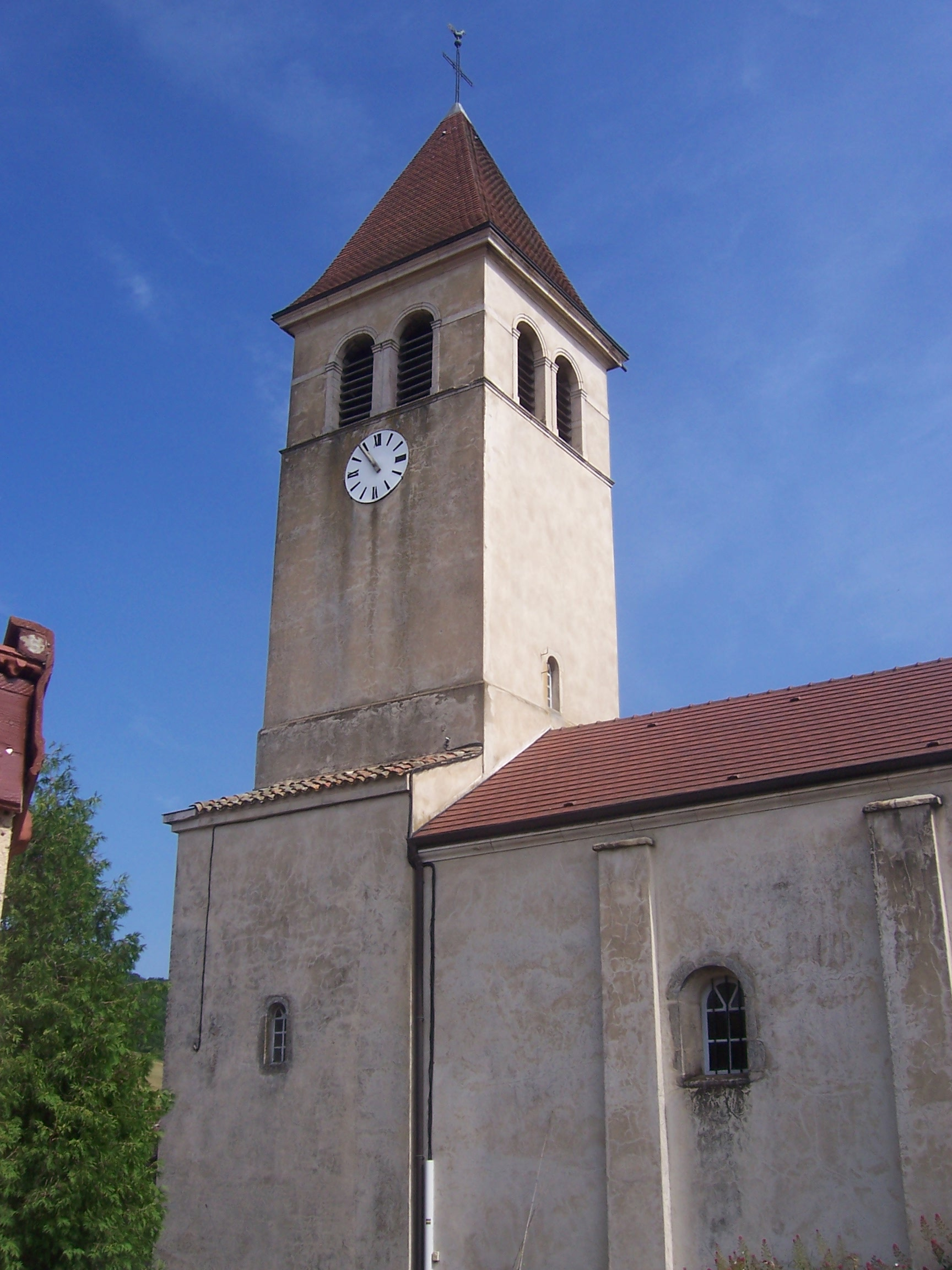
Kirche Saint-Sébastien

- Kirche Saint-Sébastien